# 문재영
문재영(2001년 2월 22일~ )은 대한민국의 가수, 배우다. 2022년 싱글 앨범 [눈물만 뚝뚝 (OST)]으로 데뷔했다.

## 방송
- 트롯 전국체전 (2020) - Top87
- 조가네 (2021)
- 흙수저 탈출기 (2022)
- 소년판타지 (2023) - Top54
- 브이에스 (2023) - Top100

## 음반
- 눈물만 뚝뚝 (OST) (2022)

## 수상
- 중랑구민노래자랑 우수상 (2020)
- 서일용마대학가요제 대상 (2019)
- 제3회 청소년 가요제 청pop 은상 (2017)